# Svartgöl (Hjorteds socken, Småland, 638877-152828)
Svartgöl är en sjö i Västerviks kommun i Småland och ingår i Botorpsströmmens huvudavrinningsområde.